# Ormosia bifida
Ormosia bifida är en tvåvingeart som först beskrevs av Paul Lackschewitz 1940.  Ormosia bifida ingår i släktet Ormosia och familjen småharkrankar. Inga underarter finns listade i Catalogue of Life.